# NH Media
NH Media (em coreano:  NH 미디어; acrônimo para Nam Hee) é uma gravadora sul-coreana fundada em 1998 por Kim Namhee. Atualmente a gravadora gerência U-KISS, Im Chang Jung, The Ray, Kim Jong Seo, Oh Youme e Laboum.
Em maio de 2016, a Signal Entertainment (empresa mãe de Big Hit Entertainment e Jungle Entertainment) adquiriu 50% da gravadora.

## Artistas

### Grupos
- U-KISS
- Laboum (co-dirigido pela Nega Network)[2]

### Solistas
- Dahee
- Im Chang Jung
- Kim Jong Seo
- The Ray
- Oh Youme
- Soohyun

### Trainees
- Kim Min Seok (Ex participante do K-Pop Star 2
- Hwang Ri Yu (Ex concorrente do Produce 101)

### Atores
- Bang Eun Hee[3]

## Artistas Passados
- UN (2000-2005)[4]
- Paran e Paran the Pace (2005-2008)[5]

## Empreendimentos conjuntos
Em 2013, a NH Media anunciou que tinha unido forças com a Major Entertainment, cujo foco principal era administrar atores e atrizes. A NH Media alegou que as agências juntas aumentariam sua área de especialização. Kim Nam Hee, CEO da NH Media, oficialmente registrado NH&Major1998 como uma incorporação.